# イエンス・フィードラー
イエンス・フィードラー（Jens Fiedler、1970年2月15日 - ）は、ドイツの元自転車競技（トラックレース）選手。旧東ドイツのドーナ出身。

## 経歴
1988年にジュニアのスプリント世界チャンピオンとなり、世界自転車選手権としては最後の実施となった、1991年のアマ・スプリントにおいて、同胞のビル・フックを破って制した。
1992年、東西両ドイツが統一して初めての夏季オリンピック大会となったバルセロナオリンピックのスプリントにおいて、オーストラリアのゲリー・ネイワンドを破って金メダルを獲得。また1996年のアトランタオリンピックのスプリントにおいても、地元・アメリカのマーティ・ノースタインを破って制し、同種目としては、フランスのダニエル・モレロン以来のオリンピック連覇を果たした。
その後も世界短距離界の第一人者として君臨。世界選手権のケイリンでは、1998年、1999年と連覇を達成した他、1995年に新種目として登場したチームスプリント（当時はオリンピックスプリントという名称）では、ミカエル・ヒュープナー、ヤン・ファンアイデンとのトリオで制し、初代王者の一人として名を刻んだ。しかし、世界選手権のスプリントでは、フランスのフロリアン・ルソー、ノースタインらに阻まれ、一度も世界一を経験できなかった。
現役選手としては事実上のラストランとなった2004年のアテネオリンピックでは、チームスプリントにおいて第1走を務め、レネ・ウォルフ、シュテファン・ニムケとともに、決勝で日本（長塚智広、伏見俊昭、井上昌己）を破って優勝し、自身3個目のオリンピックにおける金メダルを獲得し、実質的に引退の花道を飾った。なお2005年2月、アンフェタミンの陽性反応が出ており、本人は事実を肯定している。

## 国際競輪
1994年に初参加。2003年に青森競輪場で行われた、ワールドグランプリの初代王者。
通算123戦27勝。優勝9回。